# Hijman Croiset

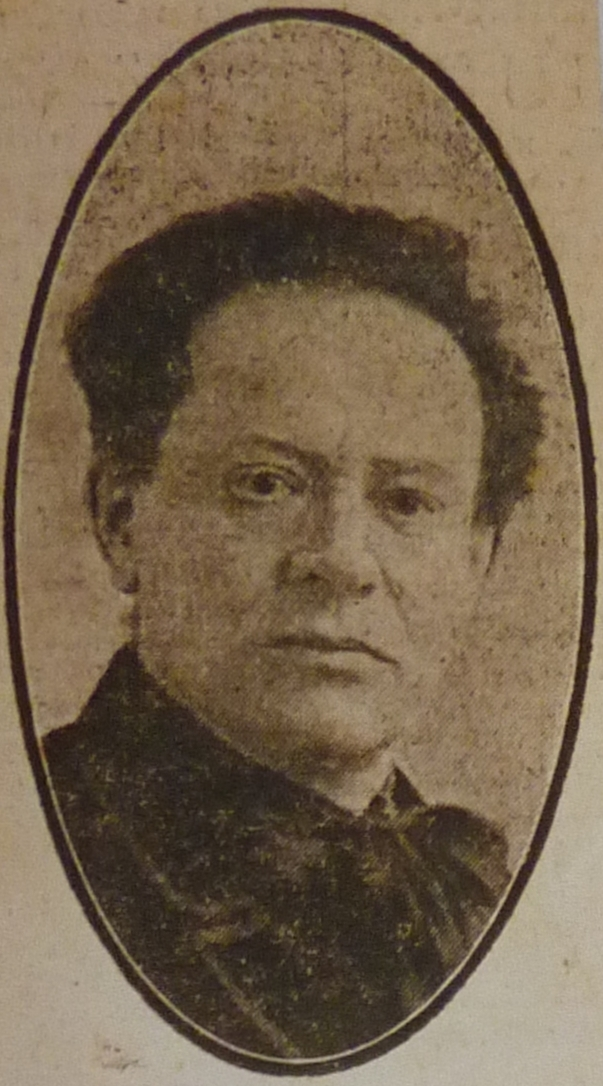
Hijman Croiset

Salomon Hijman Croiset (Delft, 18 juni 1877 – Amsterdam, 23 december 1925) was een Nederlandse toneelspeler en voordrachtskunstenaar. Hij was vooral bekend als Multatuli-declamator.
Croiset was politiek geëngageerd. Hoewel van streng Joodse komaf was hij een overtuigd anarchist van communistische en libertair socialistische leest; hij werd ook wel een sociaal-revolutionair genoemd en hij was kortstondig lid van de Socialistische Partij en de CPH. Als journalist schreef hij geregeld in De Vrije Socialist en het Volksdagblad. Tijdens de toneelstaking van 1920 was hij als vakbondsaanvoerder van de NAS en als secretaris van de NTKV  prominent aanwezig en gaf hij er blijk van niet wars te zijn van organisatorisch isolationisme.
Croiset was een kleurrijk en onconventioneel figuur, in de memoire van Francis Jourdain beschreven als een roodharige Nederlander van Franse afkomst en een liefhebber van pinda's. Hij was niet van declamatorische gaven gespeend, maar punctualiteit was niet zijn grootste deugd. Men noemde hem een man van twaalf ambachten en dertien ongelukken en een bon vivant: hij geloofde niet in het wettelijk huwelijk en hij leek het niet zo nauw te nemen met de heersende normen en waarden, met name ten aanzien van monogamie.

## Biografie

### Loopbaan

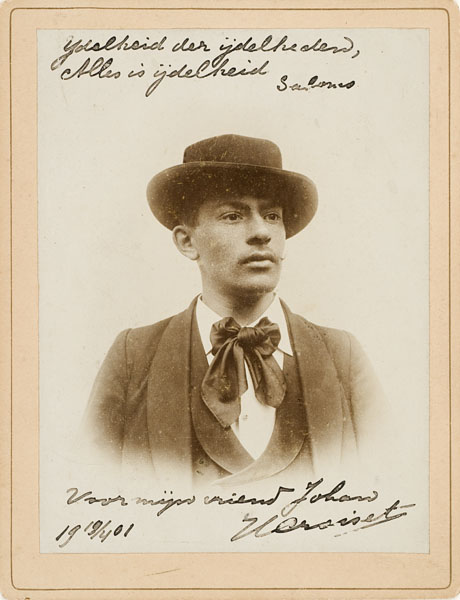
Croiset in 1901 of eerder

Croiset volgde in de periode van 1899 tot 1901 een tweejarige opleiding aan de toneelschool, waarna hij jarenlang actief was als declamator. Zo verzorgde hij onder ander een duizendtal Multatuli-avonden. Hij verbleef enige tijd in het buitenland, waar hij in de journalistiek zat.
Als anarchist en vrijdenker nam hij in 1904 deel aan het antimilitaristische congres in Amsterdam, waar de Association internationale antimilitariste (AIA) werd opgericht. In 1905 sprak hij als Nederlandse gedelegeerde gedurende een vergadering van het AIA met politieke figuren als Marcel Sembat, Georges Yvetot en Liard-Courtois. In 1907 nam hij deel aan het internationale anarchistische congres in Amsterdam, waar hij geschiedenis schreef met zijn uitspraak: "Ma seule devise c’est : moi, moi, moi... et les autres ensuite !" (Mijn enige motto is: ik, ik, ik... en dan de rest!) Hij gaf daarmee een weerwoord aan Amédée Dunois in een debat over organisatie. In 1913 nam hij deel aan een grote pacifistische bijeenkomst in Den Haag, waar hij de toespraken van Fritz Kater en Pierre Martin vertaalde.
Rond 1913 trad Croiset in Amsterdam in de Roode Bioscoop op als explicateur bij een film over een vissersstaking die in IJmuiden plaatshad, met het idee gestalte te geven aan Domela Nieuwenhuis's visie van een bioscoop die, vergezeld van een explicateur, geschiedkundige gebeurtenissen, "scènes met roode moraal", momentopnamen van werkstakingen of andere gebeurtenissen uit de arbeidersbeweging toont. Croiset trad echter slechts een paar avonden op voordat hij er alweer de brui aan gaf.
Gedurende de parlementsverkiezingen van 1918 was Croiset kandidaat voor de Socialistische Partij. Tegen die tijd had hij op zijn naam een zestal pamfletten waarmee hij tegen religie en de kerk ageerde. Hij heeft ook een aantal keren als spreker en propagandist opgetreden bij  de atheïstisch-humanistische vrijdenkersvereniging De Dageraad.
Croiset begon pas in 1915 met het spelen bij toneelgezelschappen als het Het Hollandsch Tooneel, Het Nieuwe Toneel en bij Herman Heijermans. Tijdens de toneelstaking van 1920 was Croiset secretaris van de Nederlandsche Toneelkunstenaarsvereeniging (NTKV), de vakbond van toneelspelers.

### Familieleven
Hijman Croiset is in 1877 geboren in het streng Joodse gezin van Salomon Hijman Croiset (1845–1929) en Sara (Saartje) de Jong (1848–1884).
Hij kreeg in 1902 een relatie met de eveneens joodse Judith Boekbinder (1877–1937). Ze waren aanvankelijk om principiële redenen niet getrouwd. Hun eerste twee kinderen, Henri en Eleonore Boekbinder, werden respectievelijk in 1903 en 1905 geboren. Het gezin leefde in de door Frederik van Eeden opgerichte kolonie Walden, een agrarische commune nabij het Noord-Hollandse Laren, toen in 1909 Gerard Boekbinder werd geboren. Toen zij de leefgemeenschap ongeveer een jaar later verlieten en naar Velsen verhuisden, traden zij alsnog in het huwelijk. Hun drie kinderen werden door hun vader erkend en kregen diens achternaam. In 1912 volgde hun vierde kind, Max Croiset. In 1916 verliet Croiset het gezin. Kennelijk liet hij zijn verantwoordelijkheid als vader en kostwinner voor wat het was, want zijn echtgenote hield sindsdien het hoofd boven water als kostuumnaaister, tot zij in het ziekenhuis belandde en de kinderen onder toezicht van de kinderbescherming geplaatst werden.
Al minstens een jaar voordat hij zijn gezin in de steek liet had Croiset een relatie met Neeltje Meijners (1893–1983). Uit deze relatie werd in 1915 Odo Croiset geboren.
Datzelfde jaar trouwde Croiset met Anna Gerarda Betsy Visser (1889–?), een huwelijk dat zeven jaar stand hield en waaruit Felicia (1916–1922) voortkwam. Zij is op vijfjarige leeftijd gestorven.
Een maand na de scheiding in 1922 trouwde Croiset een derde maal, ook al geloofde hij als anarchist niet in een wettelijk huwelijk. De bruid was deze keer de vijfentwintig jaar jongere Carolina Elisabeth (Lientje) Miller (1901–1944), die in kunstenaarskringen verkeerde. Hieruit werd Eefje (1922-2002) geboren, mogelijk de aanleiding van het huwelijk die Croiset onder dwang van Lientjes vader accepteerde: Lientje was nog minderjarig toen ze van Croiset zwanger werd, waardoor de man gevangenisstraf riskeerde.

## Nakomelingen
Croiset was de pater familias van wat een theaterfamilie is geworden. Bekende telgen hiervan zijn onder andere zijn zoon Gerard Croiset, die bekendheid verkreeg als helderziende; zoon Max (toneelspeler), en diens zoons Hans (acteur en regisseur) en Jules (acteur); en zoon Odo Croiset. Croisets jongste dochter Eefje trouwde met de in Nederland bekende tekst- en liedjesschrijver Eli Asser.

## Oeuvre

### Toneelstukken
Het Theater Encyclopedie geeft een overzicht van theaterproducties waaraan Croiset als acteur heeft deelgenomen:
| Productie                                      | Gezelschap                                     | Seizoen   | Regie                 |
| ---------------------------------------------- | ---------------------------------------------- | --------- | --------------------- |
| Nachtdienst (Der müde Theodor)                 | Internationale Tooneelvereeniging              | 1914/1915 | Louis Chrispijn sr    |
| Fientje Beulemans                              | N.V. Het Tooneel                               | 1914/1915 |                       |
| Nachtdienst                                    | Internationale Tooneelvereeniging              | 1915/1916 | Louis Chrispijn sr    |
| Laura, gediplomeerd masseuse                   | Internationale Tooneelvereeniging              | 1915/1916 | Louis Chrispijn sr    |
| De Familie Pont-Biquet                         | Internationale Tooneelvereeniging              | 1915/1916 | Louis Chrispijn sr    |
| De boemeladvocaat                              | Internationale Tooneelvereeniging              | 1915/1916 |                       |
| De Familie Hanneman                            | Het Intieme Tooneel                            | 1917/1918 | Frits Bouwmeester jr. |
| De Generale Repetitie van "Een kostbaar leven" | Het Intieme Tooneel                            | 1917/1918 |                       |
| Landru, de moderne Blauwbaard                  | Amsterdamsch Tooneelgezelschap o.l.v. Jan Nooy | 1921/1922 |                       |
| Boven menschelijke kracht (tweede deel)        | N.V. De Tooneelvereeniging                     | 1922/1923 | Herman Heijermans     |
| Robert, Bertram & Comp.                        | N.V. Het Nieuwe Tooneel                        | 1923/1924 |                       |
| Een zeer wild huwelijk                         | N.V. Het Nieuwe Tooneel                        | 1923/1924 | Cor Hermus            |
| Mea Culpa                                      | N.V. Het Nieuwe Tooneel                        | 1923/1924 | Adolf Bouwmeester     |
| Onder één dak                                  | N.V. Het Nieuwe Tooneel                        | 1923/1924 | Frits Bouwmeester jr. |
| Champignol tegen wil en dank                   | De Zomerspelers 1924-1925                      | 1924/1925 |                       |

### Publicaties
- Een Gouden Wieg en het volk in ellende, Laren (1909). Deze werk handelt over de protesten tegen de festiviteiten naar aanleiding van de eerste verjaardag van prinses Juliana.[20]
- Die buiten God leven. Terugslag op de rede door Ds. J.H. Wiersma uitgesproken bij de teraardebestelling van het vermoorde knaapje Hendrik de Klerk, Amsterdam (1913)
- De Nederlandsche vrijdenkers beweging en de godsdienst, Amsterdam (1913)
- ‘De geschiedenis van de tooneelstaking’, in: Tooneelleven, (januari-juni 1920).
- De vrijdenkers vogelvrij verklaard in Katholiek Limburg, Rotterdam: De Dageraad (1925).